# Nikita di Pečers'k
Nikita I di Pečers'k (in russo Никита?, in ucraino Нікіта?; Novgorod, 25 maggio 1030 – Novgorod, 8 aprile 1109) fu un religioso della Rus' di Kiev. Arcivescovo di Novgorod, la sua agiografia è contenuta nei Pateriki del Monastero delle Grotte di Kiev, redatti tra l'XI e il XIII secolo. È venerato come santo dalla Chiesa ortodossa russa che ne celebra la memoria il 31 gennaio e il 14 maggio.

## Biografia
Entrato ancor giovane nel Monastero delle grotte di Kiev, decise di emulare il monaco Isacco di Pečers'k, isolandosi in eremitaggio nelle Grotte Lontane del monte Berestov. Qui, secondo la tradizione agiografica, fu tentato da demoni i quali, in vesti angeliche, lo convinsero a trascurare la preghiera per concentrarsi nella lettura del Vecchio Testamento. Tale episodio è interpretato da molti storici come un tentativo di conversione da parte della comunità ebraica, molto numerosa e influente in quel periodo a Kiev.
Esorcizzato dai monaci anziani, Nikita decise tuttavia di proseguire la propria vita da eremita fino alla propria nomina ad arcivescovo di Novgorod, avvenuta nel 1096. Venerato in vita come taumaturgo e ritenuto in grado di estinguere gli incendi con la forza della propria preghiera, occupò il soglio per più di dieci anni, quasi fino alla morte giunta nel 1109 quando aveva 78 anni.